# Graphium protensor
Graphium protensor is een vlinder uit de familie van de pages (Papilionidae). De wetenschappelijke naam van de soort is voor het eerst geldig gepubliceerd in 1857 door Gistel. Deze naam moet vermoedelijk als een synoniem van Graphium sarpedon worden beschouwd.